# Nyírmártonfalva, Hajdú-Bihar
Nyírmártonfalva este un sat în districtul Nyíradony, județul Hajdú-Bihar, Ungaria, având o populație de 2.095 de locuitori (2011). 

## Demografie
Componența etnică a satului Nyírmártonfalva
     Maghiari (97,62%)
     Romi (1,86%)
     Necunoscut (0,36%)
     Germani (0,16%)
     Alții (0,36%)
Componența confesională a satului Nyírmártonfalva
     Greco-catolici (32,22%)
     Reformați (30,12%)
     Romano-catolici (10,21%)
     Fără religie (9,45%)
     Necunoscută (17,71%)
     Atei (0,29%)
     Alte religii (0,62%)
Conform recensământului din 2011, satul Nyírmártonfalva avea 2.095 de locuitori. Din punct de vedere etnic, majoritatea locuitorilor (97,62%) erau maghiari, cu o minoritate de romi (1,86%). Apartenența etnică nu este cunoscută în cazul a 0,36% din locuitori. Nu există o religie majoritară, locuitorii fiind greco-catolici (32,22%), reformați (30,12%), romano-catolici (10,21%) și persoane fără religie (9,45%). Pentru 17,71% din locuitori nu este cunoscută apartenența confesională.